# 1862 год в музыке

## События
- 1 февраля — журнал Atlantic Monthly опубликовал текст «Боевого гимна Республики» (англ. Battle Hymn of the Republic), гимна американских аболиционистов, написанный Джулией Уорд Хоу[1].
- 9 августа — в Баден-Бадене состоялась премьера оперы Гектора Берлиоза «Беатриче и Бенедикт».
- 10 ноября — в Санкт-Петербурге впервые поставлена опера Джузеппе Верди Сила судьбы, специально написанная для Большого Каменного театра.
- в Санкт-Петербурге музыкальные классы, открытые при Русском Музыкальном обществе, преобразованы в Санкт-Петербургскую консерваторию.
- Людвиг фон Кёхель опубликовал первое серьёзное исследование творчества Моцарта, тематический и хронологический реестр работ композитора, получивший название «Каталог Кёхеля» (нем. Köchelverzeichnis).
- Луи Альбер Бурго-Дюкудре награждён Римской премией в области музыки в категории Музыкальные композиции.
- Эдвард Григ даёт свой первый концерт в родном городе Бергене, Норвегия.

## Произведения

### Классическая музыка
- Феликс Дрезеке — Fantasiestücke in Walzerform, оp 3
- Асгер Хамерик — Quintetto
- Иоахим Рафф — Фортепианный квинтет оp 107

### Опера
- Джулиус Бенедикт — The Lily of Killarney
- Фредерик Клей — Court and Cottage (либретто Тома Тейлора)
- Шарль Гуно — «Царица Савская»
- Франц фон Зуппе — Die Kartenschlägerin (по мотивам пушкинской «Пиковой дамы»)

## Персоналии

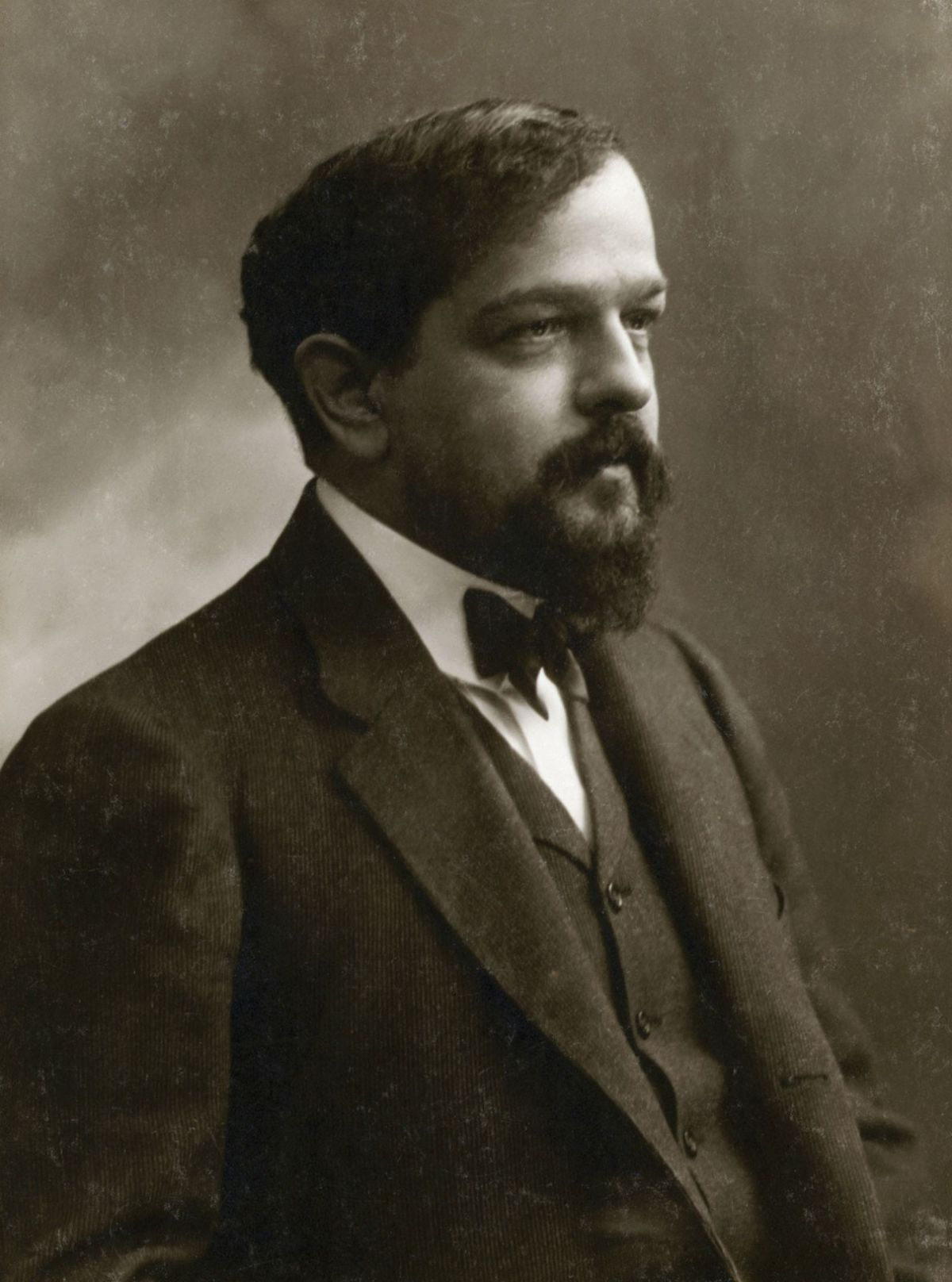
Клод Дебюсси

### Родились
- 13 января — Элизабет Каланд (ум. 1929) — нидерландская пианистка и музыкальный педагог
- 29 января — Фредерик Дилиус (ум. 1934) — британский композитор
- 30 января — Вальтер Дамрош (ум. 1950) — немецко-американский дирижёр и композитор
- 13 февраля — Карел Вайс (ум. 1944) — чешский композитор
- 17 февраля — Эдвард Джерман[англ.] (ум. 1936) — британский оперный композитор
- 10 марта — Фернан Ле Борн (ум. 1929) — французский композитор и дирижёр бельгийского происхождения
- 16 марта — Юлиус Федерганс (ум. 1920) — чешско-российский флейтист
- 18 марта — Николай Нолле (ум. 1908) — русский оперный певец (баритон) и педагог
- 23 марта — Гавриил Морской (ум. 1914) — русский оперный певец (тенор) и педагог
- 3 апреля — Артуро Ванбьянки (ум. 1942) — итальянский композитор-верист
- 2 мая — Морис Эммануэль (ум. 1938) — французский композитор.
- 21 июня — Генри Холден Хусс (ум. 1953) — американский композитор, пианист и органист
- 3 июля — Фридрих Эрнст Кох (ум. 1927) — немецкий композитор и музыкальный педагог
- 27 июля — Михаил Луначарский (ум. 1929) — русский оперный певец (бас-баритон)
- 11 августа — Кэрри Джейкобс-Бонд[англ.] (ум. 1946) — американская певица, пианистка и автор песен
- 22 августа — Клод Дебюсси (ум. 1918) — французский композитор и музыкальный критик
- 9 сентября — Леон Боэльман (ум. 1897) — французский композитор и органист
- 30 сентября — Георгий Конюс (ум. 1933) — русский композитор
- 8 октября — Эмиль фон Зауэр (ум. 1942) — немецкий пианист, композитор и педагог
- 10 октября — Артур Де Греф (ум. 1940) — бельгийский композитор, пианист и педагог
- 15 октября — Конрад Анзорге (ум. 1930) — немецкий пианист, композитор и музыкальный педагог
- 23 октября — Ханс Вессели (ум. 1926) — австрийский скрипач и музыкальный педагог
- 1 ноября — Йохан Вагенар (ум. 1941) — нидерландский композитор, органист и музыкальный педагог
- 4 ноября — Иштван Томан (ум. 1940) — венгерский пианист и музыкальный педагог
- 7 ноября — Луис Свеченский (ум. 1926) — американский альтист хорватского происхождения
- 23 ноября
  - Лола Бет (ум. 1940) — австрийская оперная певица (сопрано)
  - Альберто Вильямс (ум. 1952) — аргентинский композитор, музыковед и музыкальный педагог
- 24 ноября — Бернхард Ставенхаген (ум. 1914) — немецкий пианист и композитор
- 25 ноября — Этельберт Невин (ум. 1901) — американский пианист и композитор
- 29 ноября — Фридрих Клозе (ум. 1942) — немецко-швейцарский композитор
- 9 декабря — Карел Коваржовиц (ум. 1920) —чехословацкий композитор, дирижёр, музыковед
- 18 декабря — Мориц Розенталь (ум. 1946) — австрийский пианист польско-еврейского происхождения
- без точной даты — Варвара Соломина (ум. 1903) — русская певица, артистка оперы и оперетты

### Скончались
- 27 февраля — Пелагея Рыкалова (83) — русская оперная певица и актриса
- 12 марта — Гюстав Ваэз (49) — французский драматург и либреттист
- 17 марта — Фроманталь Галеви (62) — французский композитор
- 21 мая — Эдвин Пирс Кристи[англ.] (46) — американский композитор, певец и актёр
- 25 мая — Иоганн Нестрой (60) — австрийский драматург, актёр и оперный певец
- 31 августа — Игнац Ассмайер[нем.] (72) — австрийский органист и композитор
- 3 октября — Франсуа Сюдр (75) — французский музыкант, автор идеи универсального языка на основе музыкальных звуков
- 17 ноября — Алексей Верстовский (63) — русский композитор и театральный деятель
- 24 декабря — Джозеф Фанк[англ.] (84) — американский композитор и музыкальный педагог
- без точной даты — Луиджи Пиччоли (49 или 50) — итальянский певец и музыкальный педагог, профессор Санкт-Петербургской консерватории